# Партеній
Партеній, також Парфеній, Партенінон (грец. Parthenios) — гора між Аркадією та Арголідою, де Геракл зловив керинейську лань. Тут було святилище Пана, про яке розповідали, начебто воно збудоване на тому місці, де Пан з'явився афінському послові невдовзі після перемоги над персами біля Марафона.